# Кублицька Катерина Євгенівна
Катерина Євгенівна Кублицька (нар. 22 квітня 1985, Харків, УРСР) — українська архітекторка та реставраторка, лауреатка Державної премії України в галузі архітектури (2011).

## Біографія

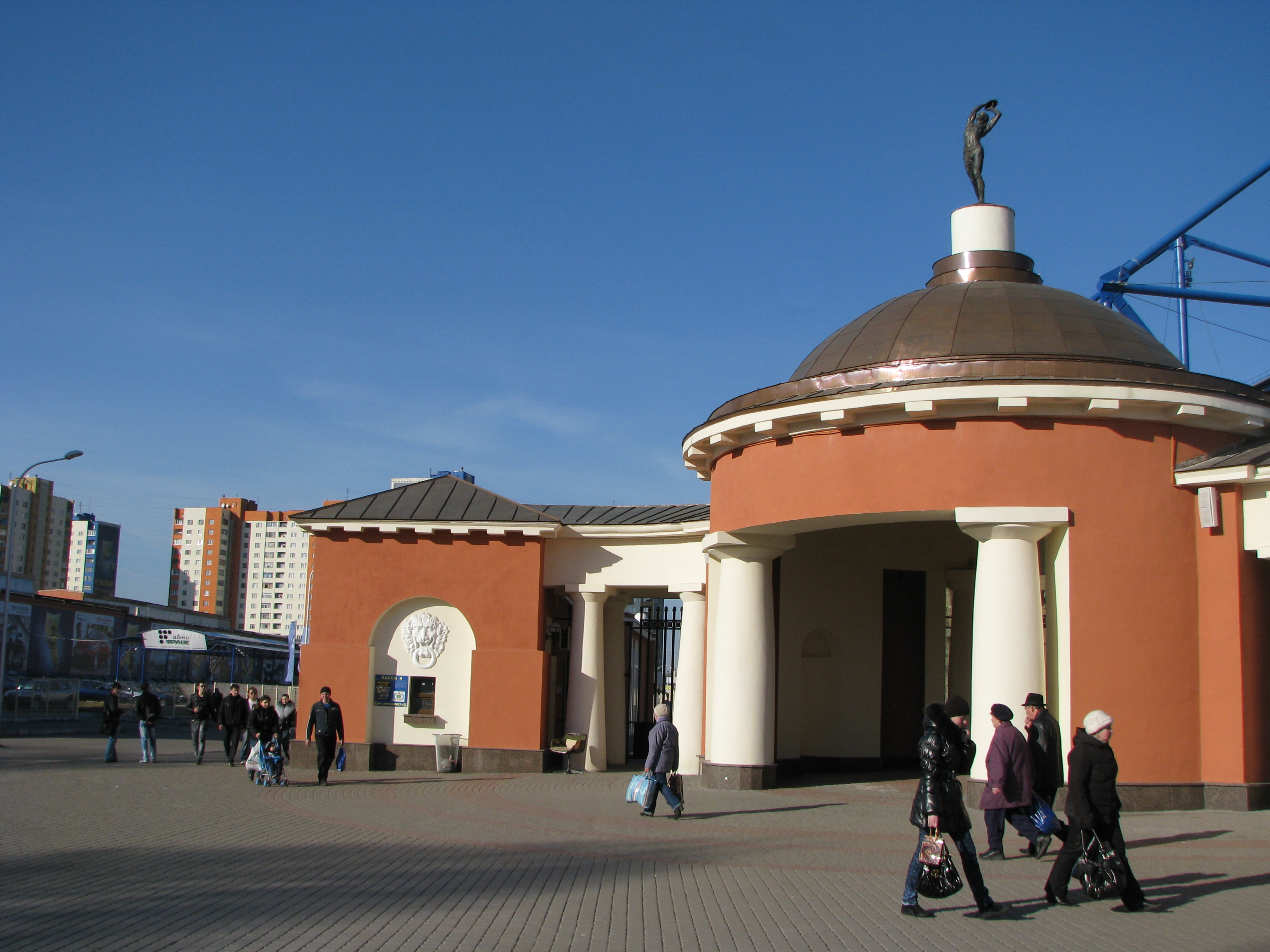
Вхідний павільйон-ротонда

Катерина Кублицька народилася у Харкові 22 квітня 1985 р. У 2008 р. закінчила Харківський національний університет будівництва й архітектури.
Після закінчення вузу працювала на підприємстві «Ділова ініціатива ЛТД» (Харків); а з 2009 — в інституті «Харківпроект».
Реалізовані проєкти:
- реконструкція спортивного комплексу «Металіст» у Харкові:
  - вхідний павільйон «Ротонда», історичний фрагмент стіни східної трибуни (2009);
  - реконструкція південної трибуни стадіону (2010).

15-16 квітня 2016 року брала участь у Міжнародному симпозіумі «Українсько-польські архітектурні візії: погляд крізь часи та епохи», виступала з доповіддю «О. І. Ржепішевський — майстер харківського модерну».

## Нагороди
- Державна премія України в галузі архітектури 2011 року «за реконструкцію спортивного комплексу „Металіст“ у місті Харкові»[1][2].

## Статті
- Пам'ятки України: історія та культура [Текст]: науково-популярний ілюстрований журнал/ Міністерство культури України. — Київ: Національне газетно-журнальне видавництво, 1969 — . 2014 р. № 12. Кублицька, Катерина. 1896—1916. Доба харківського модерну / К. Кублицька. — С.12-25. [Архівовано 4 серпня 2016 у Wayback Machine.]